# モラクセラ・ボービス
モラクセラ・ボービス（Moraxella bovis）はプロテオバクテリア門ガンマプロテオバクテリア綱シュードモナス目モラクセラ科モラクセラ属の種の一つであり、グラム陰性、好気性、オキシダーゼ陽性の非運動性双球菌である。牛の眼疾患である牛伝染性角結膜炎、ピンクアイまたはニューフォレストアイとも呼ばれる、と関連することが知られている。M. bovisは、1915年にインドのベンガルで牛の結膜炎との関連が最初に見つかった。
生物工学で広く使用されている制限酵素MboIは、この種から分離されたものである。

## 牛伝染性角結膜炎
牛伝染性角結膜炎はM. bovisの感染によって起こる急性又は慢性の眼疾病である。発症初期には流涙、角膜腫脹、羞明、充血、角膜の限局性白斑などを示し、その後、角膜潰瘍と角膜混濁が眼全体に拡大する。発症後期には角膜周囲の血管の拡張充血を起こして白眼が淡紅色となり、いわゆるピンクアイとなる。死亡する例は少ないが、重度の場合は失明に至ることもあり、疼痛ストレスによる乳量の低下など経済的損失は大きい。発症には、強い日差しによる紫外線、塵埃、風などによる刺激や創傷が誘因となり、菌体との直接的な接触の他、ハエなどの昆虫も媒介するため、夏期の放牧牛に多発するとされる。

## 臨床的意義
Moraxella sp.の臨床分離例は、M. nonliquefaciens（モラクセラ・ノンリクエファシエンス）が気管支炎の原因菌として報告された1951年以前にはほとんど見られず、1968年以降、慢性気管支炎、髄膜炎、心内膜炎、尿路感染症などの臨床材料からM. nonliquefaciensなどが分離報告されてきた。M. bovisは動物の結膜炎の原因菌として知られているが、尿路感染症の患者の尿や慢性中耳炎の耳漏から分離されている。
M. bovisの病原性についての報告は少ないが、溶血物質としてプロテアーゼ、リパーゼ、フィブリノリジンなどを産生することが知られており、ヒト血球にも溶血性を示す。これらの溶血毒は易熱性高分子物質であるとされている。